# 落石車站
落石車站（日语：／ Ochiishi eki */?）是位於北海道根室市落石東的北海道旅客鐵道（JR北海道）根室本線（花咲線）的鐵路車站。電報略號為オシ。
車站名稱來自阿伊努語的「ok-cis/（憂鬱之山脊）」。

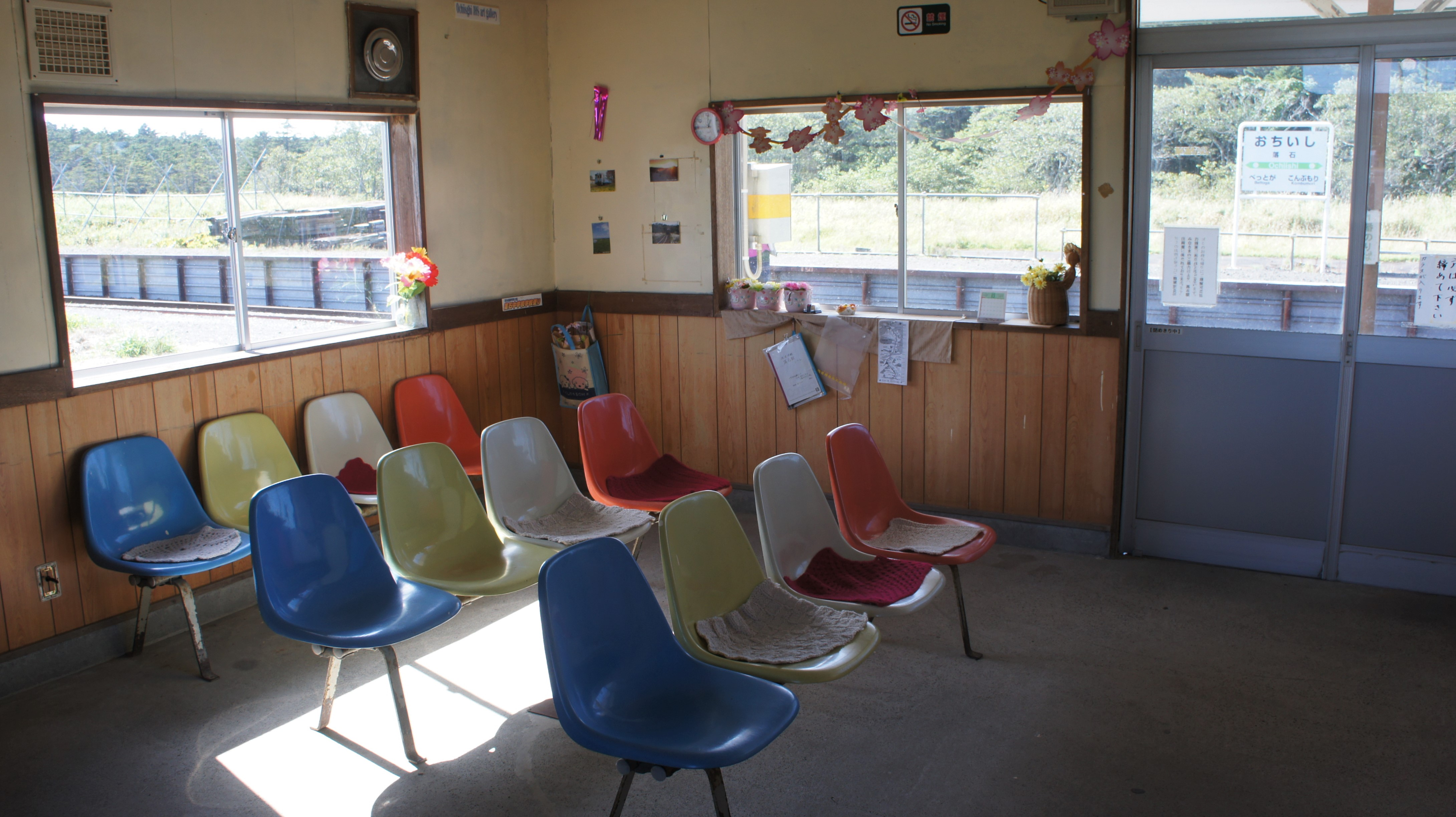
車站內部(2018年9月)

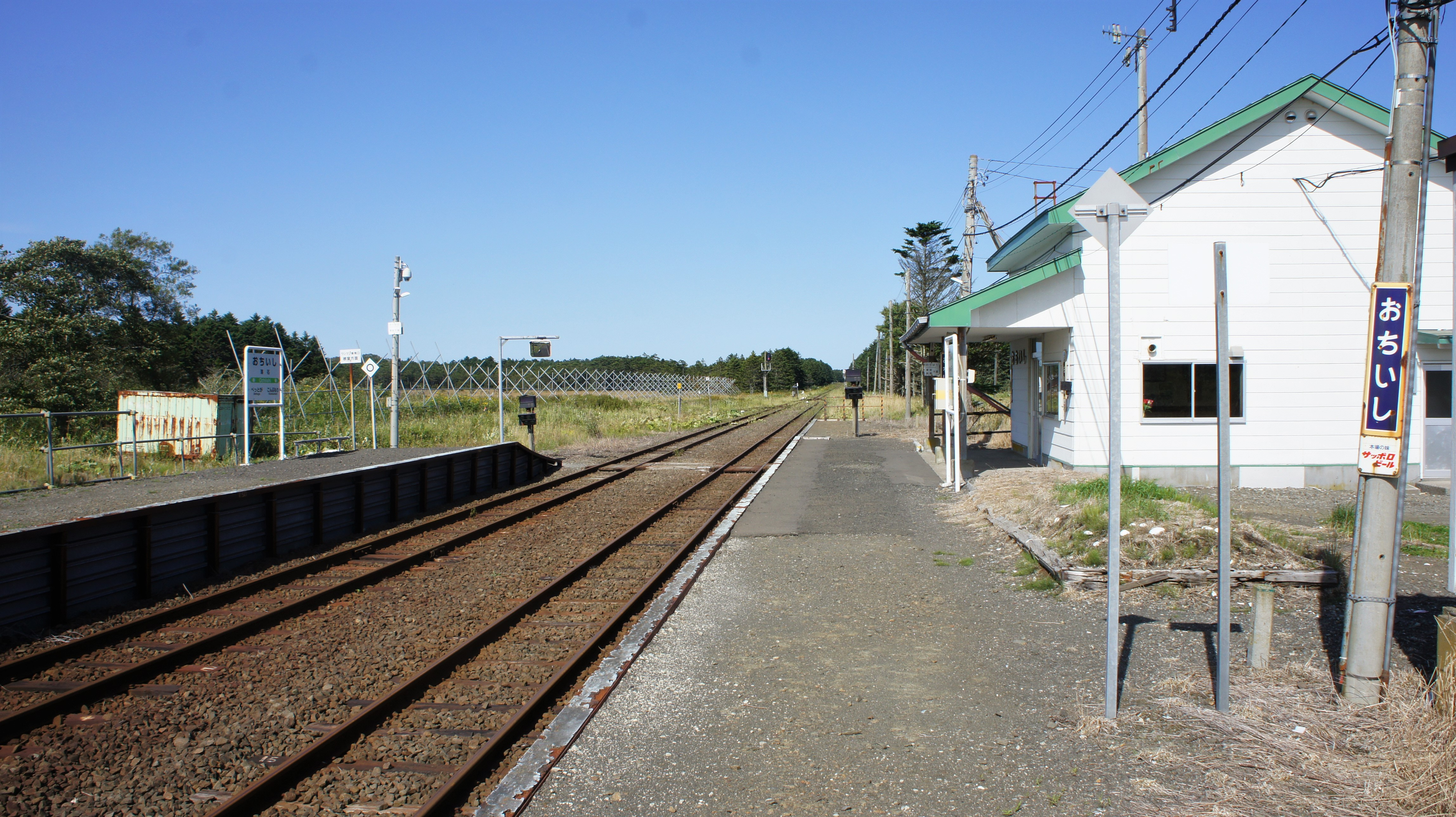
月台(2018年9月)

## 歷史
- 1920年（大正9年）11月10日 - 以國有鐵道車站開始營業。為一般車站。
- 1979年（昭和54年）7月15日 - 廢除貨物處理。
- 1984年（昭和59年）2月1日 - 廢除行李處理。
- 1986年（昭和61年）11月1日 - 車站簡易委託化。
- 1987年（昭和62年）4月1日 - 國鐵分割民營化後，由JR北海道繼承。
- 1992年（平成4年）4月1日 - 廢除簡易委託，車站完全無人化。

## 車站構造

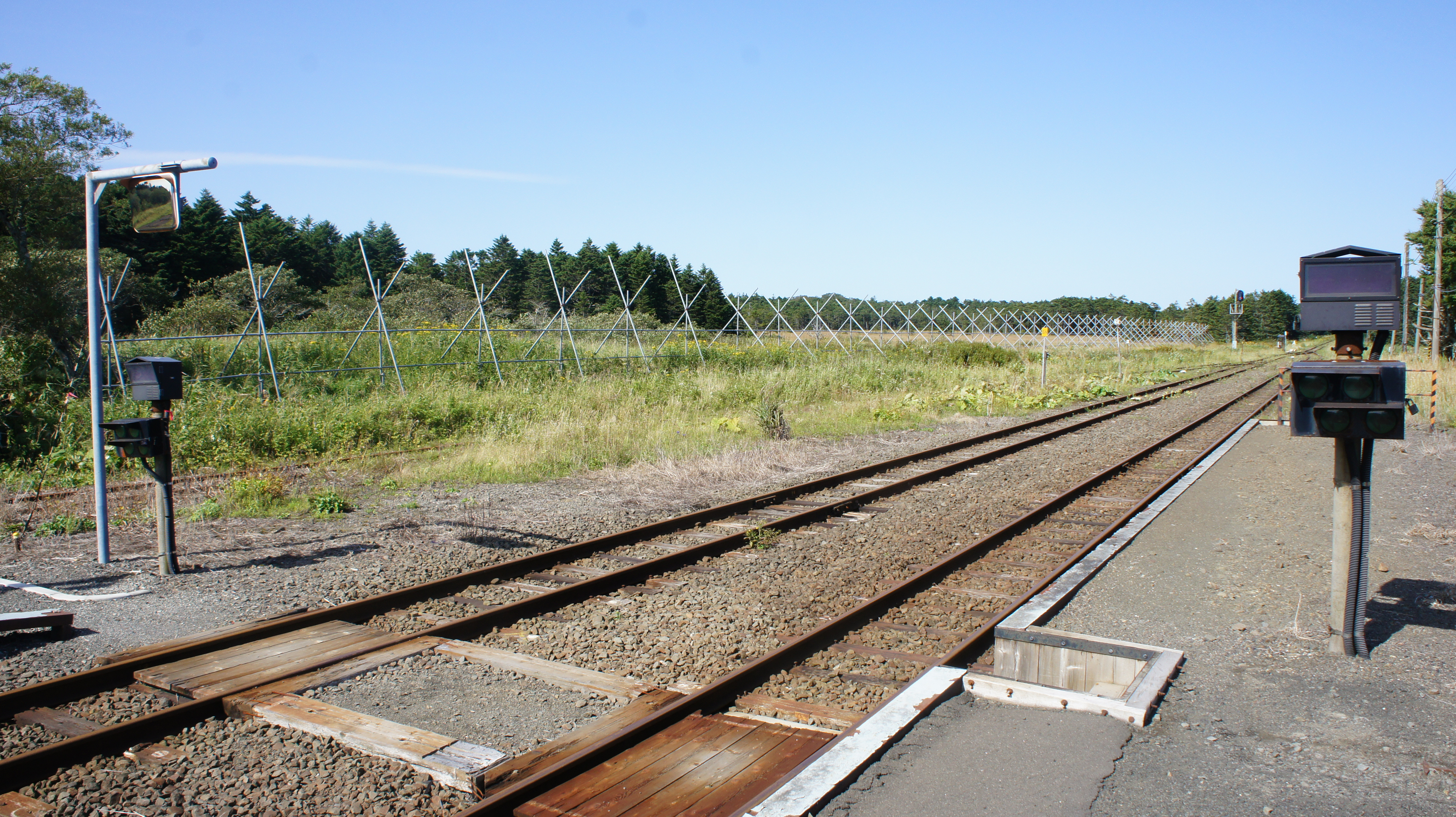
平交道(2018年9月)

本站為2面2線、側式月台的地面車站，設置保養路軌及側線，亦有車站大樓及等候室。往根室方向有平交道，而車站東面則有以根室為終點站的交換設施。

## 車站周邊
- 北海道道142號根室濱中釧路線
- 北海道道1123號落石港線
- 落石郵政局
- 落石漁業協同組合
- 三里濱
- 落石岬
- 落石港
- 窓岩
- 根室市立落石僻地托兒所
- 根室市立落石小學
- 根室市立落石中學
- 落石廣播電台遺跡

## 相鄰車站
北海道旅客鐵道（JR北海道）
根室本線（花咲線）
快速「納沙布」
厚床 → 落石 → 根室
快速「花咲」（只限往根室）
別當賀 → 落石 → 昆布盛
普通
厚床－（※）別當賀－落石－（☆）昆布盛－西和田
（※）下行的一部分列車通過別當賀站與相鄰的初田牛站。
（☆）上行的一部分列車通過昆布盛站。

## 外部連結
- （日語）JR北海道 – 落石車站 （页面存档备份，存于）
- （日語）落石車站 （页面存档备份，存于）
- （日語）全驛參觀之旅 （页面存档备份，存于）